# Thomas Bennett (cầu thủ bóng đá)
Thomas Bennett (sinh tháng 4 năm 1891, ngày mất không rõ) là một cầu thủ bóng đá người Anh thi đấu ở vị trí tiền đạo, thi đấu cho Liverpool trước khi mất năm 1922 lúc chỉ mới 31 tuổi.